# Radoslav Nesterović
Radoslav "Rašo" Nesterović (* 30. května 1976, Lublaň) je bývalý slovinský basketbalista. Strávil dvanáct sezón v zámořské NBA, kde hrál za kluby Minnesota Timberwolves (1999–2003), San Antonio Spurs (2003–2006), Toronto Raptors (2006–2008, 2009–2010) a Indiana Pacers (2008–2009). Se San Antoniem NBA v roce 2005 vyhrál. V základní části NBA odehrál zápasů a připsal si 5519 bodů (6,8 bodu na zápas). Dalších 64 utkání a 253 bodů přidal v play-off. Tato bilance z něj činí 52. nejúspěšnějšího Evropana v NBA a čtvrtého nejúspěšnějšího Slovince (po Goranu Dragićovi, Lukovi Dončićovi a Beno Udrihovi). Svou první ligovou sezónu (1992–1993) strávil v Srbsku, v dresu Partizanu Bělehrad, kam přestoupil již jako junior. Pak hrál v Řecku, za PAOK Soluň (1993–1995), kde jako mnoho jiných balkánských hráčů získal řecké občanství, aby se vyhnul nařízení omezující počet cizinců v lize. Poté se vrátil do Slovinska a dva roky hrál za Olympii Lublaň (1995–1997), s níž si připsal dva mistrovské tituly (1996, 1997). Následně zamířil do italského klubu Virtus Bologna (1997–1999), s nímž se stal nejen mistrem Itálie (1998), ale hlavně vyhrál roku 1998 Euroligu. V Evropě kariéru i končil, v řeckém Olympiakosu Pireus (2010–2011). Se slovinskou reprezentací hrál na mistrovství Evropy 1997 (14. místo), mistrovství Evropy 1999 (10. místo), mistrovství Evropy 2001 (15. místo), mistrovství Evropy 2005 (6. místo), mistrovství světa 2006 (9. místo) a mistrovství Evropy 2007 (7. místo), kde se stal nejlepším blokařem turnaje. V letech 2004-2008 byl kapitánem národního týmu. Odehrál za něj celkem 52 zápasů a nasbíral 530 bodů. Reprezentační kariéru ukončil v roce 2008. Na mistrovství Evropy hráčů do 20 let v roce 1996 byl vyhlášen nejužitečnějším hráčem. Po skončení hráčské kariéry se věnoval hlavně funkcionářské činnosti, v letech 2014-2023 byl generálním tajemníkem Basketbalové federace Slovinska. V roce 2015 byl zvolen členem komise hráčů Mezinárodní basketbalové federace. Je pravoslavného vyznání (jeho otec byl etnický Srb). Je kmotrem Luky Dončiće. V době působení v San Antoniu byl nejlépe placeným slovinským sportovcem.